# Moncourt
Pour les articles homonymes, voir Moncourt (homonymie).
Moncourt est une commune française située dans le département de la Moselle, en région Grand Est.

## Géographie
La commune fait partie du Saulnois.

### Hydrographie
La commune est située dans le bassin versant du Rhin au sein du bassin Rhin-Meuse. Elle est drainée par le ruisseau de la Saline, le ruisseau de Nazin Pre, le ruisseau du Moulin et le ruisseau du Poulot.

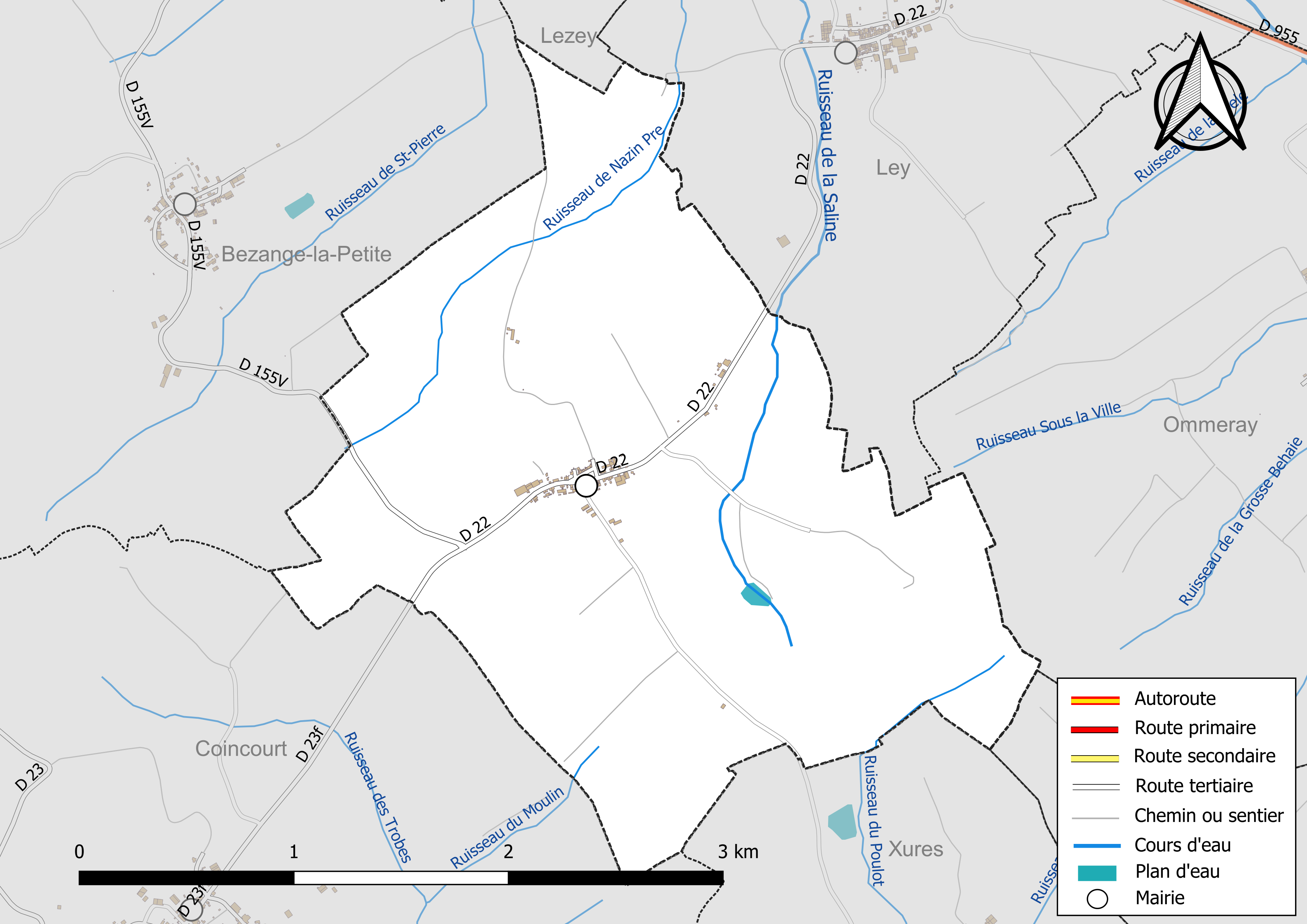
Réseaux hydrographique et routier de Moncourt.

## Accès
La route principale du village, la route départementale 22, rejoint Ley et Coincourt. Il est également possible de rejoindre Bezange-la-Petite et Xures par des voies carrossables.

## Communes limitrophes
| Bezange-la-Petite            | Lezey                    | Ley     |
|                              | Moncourt                 | Ommeray |
| Coincourt Meurthe-et-Moselle | Xures Meurthe-et-Moselle | Lagarde |

### Climat
Pour des articles plus généraux, voir Climat du Grand Est et Climat de la Moselle.
En 2010, le climat de la commune est de type climat des marges montargnardes, selon une étude du Centre national de la recherche scientifique s'appuyant sur une série de données couvrant la période 1971-2000. En 2020, Météo-France publie une typologie des climats de la France métropolitaine dans laquelle la commune est exposée à un climat semi-continental et est dans la région climatique  Lorraine, plateau de Langres, Morvan, caractérisée par un hiver rude (1,5 °C), des vents modérés et des brouillards fréquents en automne et hiver. 
Pour la période 1971-2000, la température annuelle moyenne est de 9,6 °C, avec une amplitude thermique annuelle de 16,8 °C. Le cumul annuel moyen de précipitations est de 860 mm, avec 12,1 jours de précipitations en janvier et 9,4 jours en juillet. Pour la période 1991-2020, la température moyenne annuelle observée sur la station météorologique de Météo-France la plus proche, « Rodalbe », sur la commune de Rodalbe à 22 km à vol d'oiseau, est de 10,6 °C et le cumul annuel moyen de précipitations est de 737,2 mm. 
La température maximale relevée sur cette station est de 38,7 °C, atteinte le 24 juillet 2019 ; la température minimale est de −18,1 °C, atteinte le 26 décembre 2010,,. 
Les paramètres climatiques de la commune ont été estimés pour le milieu du siècle (2041-2070) selon différents scénarios d'émission de gaz à effet de serre à partir des nouvelles projections climatiques de référence DRIAS-2020. Ils sont consultables sur un site dédié publié par Météo-France en novembre 2022.

## Urbanisme

### Typologie
Au 1er janvier 2024, Moncourt est catégorisée commune rurale à habitat dispersé, selon la nouvelle grille communale de densité à sept niveaux définie par l'Insee en 2022.
Elle est située hors unité urbaine et hors attraction des villes,.

### Occupation des sols
L'occupation des sols de la commune, telle qu'elle ressort de la base de données européenne d’occupation biophysique des sols Corine Land Cover (CLC), est marquée par l'importance des territoires agricoles (95,8 % en 2018), une proportion identique à celle de 1990 (95,8 %). La répartition détaillée en 2018 est la suivante : 
terres arables (56,7 %), prairies (22,2 %), zones agricoles hétérogènes (17 %), forêts (4,2 %). L'évolution de l’occupation des sols de la commune et de ses infrastructures peut être observée sur les différentes représentations cartographiques du territoire : la carte de Cassini (XVIIIe siècle), la carte d'état-major (1820-1866) et les cartes ou photos aériennes de l'IGN pour la période actuelle (1950 à aujourd'hui).

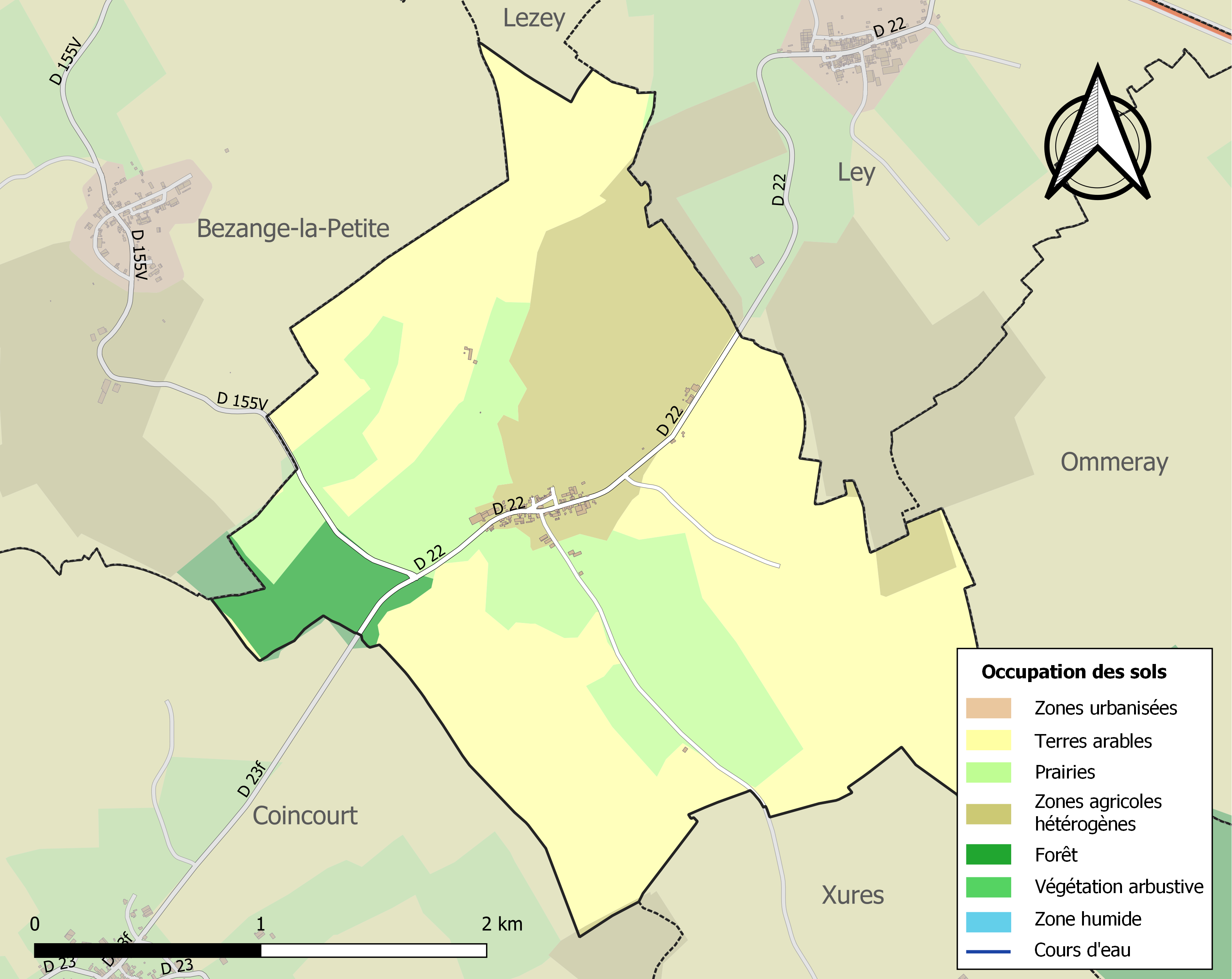
Carte des infrastructures et de l'occupation des sols de la commune en 2018 (CLC).

## Toponymie
La toponymie du lieu vient d'un nom de personne germanique : Muno ou Mumm- et du latin cortem, domaine rural. On retrouve les noms Monnonis curtis (1103), Mamonis curtis (1111), Moncort (1291), Montcourt (1801).
- Monhofen (1915–1918), Mohnhofen (1940–1944).

## Histoire
Village épiscopal de la châtellenie de Vic.
C'est une ancienne commune du département de la Meurthe. En 1871 le village est annexé au district de Lorraine et prend le nom allemand de Monhofen in Lothringen. Le village est rebaptisé Moncourt à la fin de la Première Guerre mondiale. Il est alors intégré, comme le reste de l'arrondissement de Château-Salins, au département de la Moselle.

## Politique et administration
La commune a fait partie du canton de Bourdonnay en 1793 avant que celui-ci ne soit fusionné au sein du canton de Vic-sur-Seille.
| Période                                  | Période   | Identité          | Étiquette | Qualité |
| ---------------------------------------- | --------- | ----------------- | --------- | ------- |
| 1983                                     | mars 1995 | Maurice Masson    |           |         |
| mars 1995                                | mars 2001 | Raymond Kissel    |           |         |
| mars 2001                                | mars 2008 | François Houillon |           |         |
| mars 2008                                | mai 2014  | Maurice Masson    |           |         |
| mai 2014                                 | En cours  | Sylvain Nicolas   |           |         |
| Les données manquantes sont à compléter. |           |                   |           |         |

## Démographie
L'évolution du nombre d'habitants est connue à travers les recensements de la population effectués dans la commune depuis 1793. Pour les communes de moins de 10 000 habitants, une enquête de recensement portant sur toute la population est réalisée tous les cinq ans, les populations de référence des années intermédiaires étant quant à elles estimées par interpolation ou extrapolation. Pour la commune, le premier recensement exhaustif entrant dans le cadre du nouveau dispositif a été réalisé en 2006.

En 2022, la commune comptait 63 habitants, en évolution de −12,5 % par rapport à 2016 (Moselle : +0,52 %, France hors Mayotte : +2,11 %).
| 1793 | 1800 | 1806 | 1821 | 1831 | 1836 | 1841 | 1846 | 1851 |
| ---- | ---- | ---- | ---- | ---- | ---- | ---- | ---- | ---- |
| 248  | 277  | 278  | 288  | 304  | 369  | 339  | 321  | 293  |

| 1856 | 1861 | 1871 | 1875 | 1880 | 1885 | 1890 | 1895 | 1900 |
| ---- | ---- | ---- | ---- | ---- | ---- | ---- | ---- | ---- |
| 268  | 251  | 265  | 239  | 203  | 209  | 209  | 191  | 203  |

| 1905 | 1910 | 1921 | 1926 | 1931 | 1936 | 1946 | 1954 | 1962 |
| ---- | ---- | ---- | ---- | ---- | ---- | ---- | ---- | ---- |
| 205  | 200  | 141  | 142  | 132  | 143  | 138  | 125  | 121  |

| 1968 | 1975 | 1982 | 1990 | 1999 | 2006 | 2011 | 2016 | 2021 |
| ---- | ---- | ---- | ---- | ---- | ---- | ---- | ---- | ---- |
| 116  | 118  | 104  | 89   | 74   | 88   | 79   | 72   | 64   |

| 2022 | - | - | - | - | - | - | - | - |
| ---- | - | - | - | - | - | - | - | - |
| 63   | - | - | - | - | - | - | - | - |

Moncourt est la commune la moins peuplée du canton.

## Culture locale et patrimoine

### Lieux et monuments
- Église Saint-Remi 1779, 1902 : autels XVIIIe siècle.
- Croix monumentale, fin XVIIIe siècle.

### Héraldique
| Blason de Moncourt | Blason  | Parti de gueules au dextrochère de carnation vêtu d'azur mouvant d'un nuage d'argent tenant une épée d'argent garnie d'or accostée de deux cailloux d'or, et d'argent au monde d'azur cintré et croisé d'or. |
| Blason de Moncourt | Détails | Le statut officiel du blason reste à déterminer. |